# Тибо-Бриньоль, Иосиф Иосифович
Ио́сиф Ио́сифович Тибо́-Бриньо́ль, известный также как Осип Осипович (1851, Орёл, Российская империя — 1920, Челябинск, РСФСР) — горный инженер, статский советник.

## Биография
Родился в 1851 году в семье орловского архитектора Иосифа Францевича Тибо-Бриньоля. Окончил Орловскую губернскую гимназию и поступил в Санкт-Петербургский горный институт. В марте 1872 года, во время учёбы в институте, вместе с братом Оскаром привлекался к дознанию за участие в кружке революционно настроенных студентов. По окончании института с 1876 по 1877 год работал на пушечных заводах Перми, затем на Путиловском заводе по командировке Главного горного управления. В марте 1881 года за отказ от участия в подписке на венок Александру II был уволен со службы и получил «строгое внушение».
С 1882 года работал на промышленных предприятиях Урала, сначала на Кушвинских заводах. В 1883 году откомандирован на принадлежавший купцам Злоказовым Сухоложский угольный рудник, где до 1884 года занимался разведкой запасов каменного угля, затем работал управляющим сукновальной фабрикой Злоказовых. На 1886 год был управителем Сысертского завода, но по воспоминаниям П. П. Бажова «не ужился» с владельцами, поскольку настаивал на необходимости вложения средств в модернизацию производства. В 1888 году завершил переоборудование суконной фабрики братьев Злоказовых, которая стала приносить большой доход.
В июне 1899 года принимал участие в уральской экспедиции Д. И. Менделеева, предоставил материал для книги «Уральская железная промышленность в 1899 году».
В 1900 году переехал в Невьянск, был в командировке за границей для изучения технологии строительства драг. В 1902 году занимался расширением и переоборудованием труболитейного и механического производства Невьянского завода, руководил постройкой первой на Урале драги. К 1904 году имел чин статского советника. В том же году главный начальник уральских горных заводов Павел Петрович Боклевский ходатайствовал о назначении Тибо-Бриньоля управляющим Уральской химической лабораторией и золотосплавочной, охарактеризовав его как «безукоризненно честного и способного» специалиста. Руководил золотосплавочной до 1907 года.

### Последние годы жизни
Активно участвовал в жизни профессионального сообщества инженеров и промышленников Урала. В 1911 году переехал в Екатеринбург. В 1914 году был членом городской думы. Во время Гражданской войны лишился имущества, в последние годы жил с сыном Владимиром в Челябинске. Умер 16 сентября 1920 года.

## Личная жизнь
Женился в 1883 году на Евгении Кузминичне Трофимовой (1861—1926), племяннице купца Злоказова. Имел восьмерых детей, в том числе:
- Николай (умер в детстве).
- Екатерина (умерла в молодости от туберкулёза).
- Владимир (1886—1943) — горный инженер, во второй половине 1920-х годов работник Уральского облсовнархоза, доцент УПИ. Арестован 7 января 1931 года по обвинению во вредительстве, приговорён к 10 годам лагерей, отбывал наказание в Сиблаге. Освобождён 7 января 1941, умер от болезни 18 сентября 1943 года, реабилитирован посмертно в 1989 году[12][16]. Его сын Николай погибнет в составе группы Дятлова.
- Дмитрий (1893—1940) — военный инженер, участник Первой мировой и Гражданской войны (в белой армии на восточном фронте), впоследствии инженер-строитель треста «Уралэнергострой». Арестован 3 октября 1939 года, Приговорён к расстрелу 11 апреля 1940 года, казнён 28 августа[17][18].
- Анна Иосифовна (в замужестве Иванова). Она и муж были арестованы в 1937 году в одну ночь. Он был вскоре расстрелян как «агент иностранных разведок». Она была арестована за «недонесение», провела 10 лет в лагере.
- Сергей Иосифович служил в армии Колчака, был взят в плен красными, затем призван в Красную армию. Умер в 1931 году.
- Елизавета Иосифовна умерла в 1990 году в Москве[19][неавторитетный источник].

## Награды и чины
За свои достижения был неоднократно отмечен:
- коллежский советник;
- 18 (30) июня 1897 — статский советник[20];
- 5 (17) апреля 1898 — орден Святой Анны 3-й степени[21];
- 1902 — орден Св. Станислава 2-й степени.

## Публикации
- Тибо-Бриньоль И. И. Приложение 23. Записка о деятельности Нижне-Исетской дачи за 1898 год// «Уральская железная промышленность в 1899 году»/ ред. Д. И. Менделеев — СПб.: М-во финансов по Деп. торговли и мануфактур, 1900. — 464, 256, 146 с. : кар — С.680

## Комментарии
1. ↑  Некоторые источники ошибочно указывают 1852 год рождения.